# Schrankia obscura
Schrankia obscura là một loài bướm đêm trong họ Erebidae.